# 조혈

조혈모줄기세포에서 성숙한 세포로의 발생과정

조혈(造血, 영어: hematopoiesis)은 혈액의 세포 성분을 형성하는 것이다. 혈액생성, 혈구형성이라고도 한다. 혈액의 모든 세포 성분은 조혈모줄기세포(hematopoietic stem cell)로부터 분화한다. 건강한 성인에서, 대략 1011~1012개의 새로운 혈세포들이 매일 생산된다.

## 조혈모세포
조혈모세포(hematopoietic stem cell, HSC)는 골수안에 있으며 독특하게 서로 다른 기능을 가진 혈구세포, 조직으로 분화할 수 있다. 조혈모세포들은 스스로 새로 만들어지는 세포이다. 즉, 조혈모세포가 분화 할 때, 몇몇은 분화하지 않고 조혈모세포로 남아있게 된다.

## 계보
모든 혈구세포는 3개의 계보로 나뉜다.

조혈모세포에서 다른 혈구세포로 발생하는 것을 보여주는 그림

- 적혈구는 산소를 운반한다. 적혈구형성 과정 결과 만들어진 망상적혈구(reticulocytes)와 적혈구(erythrocytes)는 기능을 할 수 있는 상태이며 혈액으로 방출된다. 망상적혈구는 조혈 기능의 척도로 삼는다.
- 림프구는 적응면역에 관여한다. 림프구는 같은 림프계 전구세포로부터 나온다. 림프계는 T세포와 B세포가 있다.
- 골수세포(myelocyte)는 과립구(granulocyte), 거핵세포(megakaryocyte), 대식세포(macrophage)를 포함하며 선천적면역, 적응면역, 혈액응고에 관여한다.

## 위치

기간에 따른 인간의 조혈 과정

발생하는 배아에서, 혈액의 생성은 난황의 혈구세포의 응집으로 시작된다. 발생의 과정에서 혈액은 비장, 간 그리고 림프절에서 만들어진다. 골수가 발생할 때, 혈구세포의 대부분이 만들어진다고 추측된다. 하지만, 성숙, 활성화, 림프세포의 활성화는 이차 림프계인 비장, 흉선, 림프절에서 일어난다. 어린이의 경우, 조혈은 대퇴부(femur), 정강이뼈(tibia)등 긴 뼈에서 일어난다. 어른의 경우 골반(pelvis), 머리뼈(cranium), 척추뼈(vertebrae), 흉골(sternum)에서 일어난다.

### 골수외
몇몇의 경우에 필요하다면 간, 흉선, 비장이 조혈기능을 한다. 이것을 골수외조혈이라 한다. 골수외조혈은 기관의 크기를 키울 수 있다. 태아의 발생과정에는 뼈와 골수가 나중에 발달하게 되므로, 간이 조혈기능을 담당하는 기관이다. 그러므로 간이 발생도중 커지게 된다.

### 다른 척추동물
다른 척추동물에서는 조혈이 결합조직의 성긴 스트로마 또는 천천히 혈액이 공급되는 장, 비장, 신장, 난소에서 일어난다.

## 성숙
줄기세포가 성숙함에 따라 세포는 특정한 종류에 점점더 가까워지게된다. 이 변화들은 종종 세포표면의 단백질의 존재여부로 관찰할 수 있다. 각각의 연속되는 변화는 최종적인 세포 종류에 가까워지게 되고 다른 세포 종류로 되는 가능성을 제한시킨다.

### 조혈성장인자

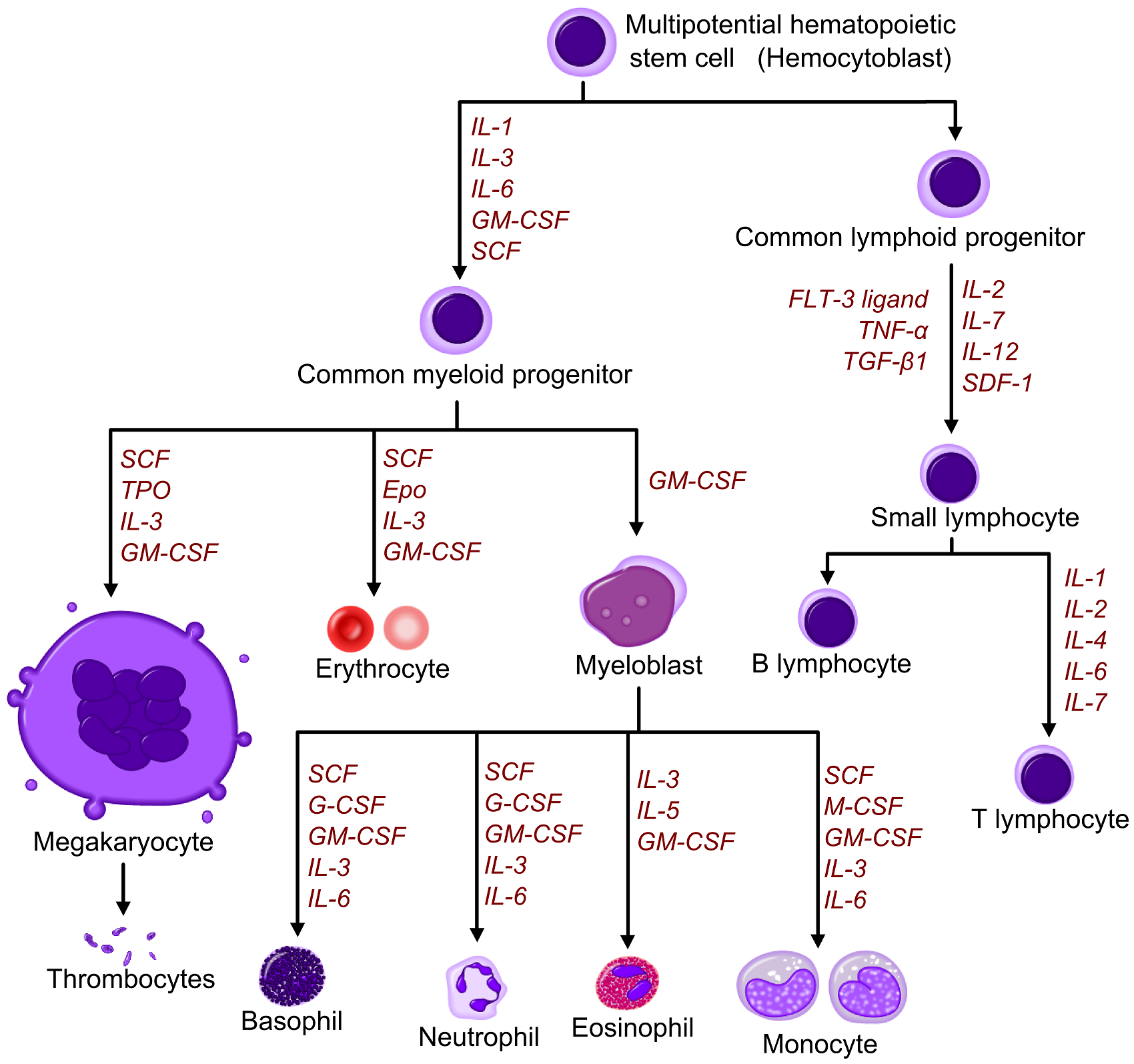
어떠한 혈구세포로 발생하는지 결정하는 중요한 사이토카인들
SCF= Stem Cell Factor
Tpo= Thrombopoietin
IL= Interleukin
GM-CSF= Granulocyte Macrophage-colony stimulating factor
Epo= Erythropoietin
M-CSF= Macrophage-colony stimulating factor
G-CSF= Granulocyte-colony stimulating factor
SDF-1= Stromal cell-derived factor-1
FLT-3 ligand= FMS-like tyrosine kinase 3 ligand
TNF-a = Tumour necrosis factor-alpha
TGFβ = Transforming growth factor beta

적혈구와 백혈구 생산은 건강한 사람에 있어서 정교하게 조절된다. 그리고 과립구는 감염이 된 경우 빠르게 생산된다. 이 세포들의 증식은 줄기세포인자(stem cell factor, SCF)에 조절된다.
당단백질 성장인자들은 증식과 성숙을 조절한다. 셋 이상의 인자들은 집락자극인자(colony-stimulating factors, CSFs)로 불리는데 여기에는 과립구-대식구 자극인자(granulocyte-macrophage CSF, GM-CSF), 과립구집락자극인자(granulocyte CSF, G-CSF), 대식구집락자극인자(macrophage CSF, M-CSF)가 포함된다.
에리트로포이에틴은 골수전구세포가 적혈구가 되는데 필수적이다. 반면, 트롬보포이에틴(thrombopoietin)은 골수성 전구세포를 거대핵세포(혈소판(thrombocyte) 형성 세포)로 분화시킨다.
사이토카인의 예는 오른쪽 그림에 있다.

## 같이 보기
- 에리트로포이에틴

## 더 읽어보기
- Godin, Isabelle & Cumano, Ana, 편집. (2006). 《Hematopoietic stem cell development》. Springer. ISBN 978-0-306-47872-7.